# FIOD-affaire bij Feyenoord
De FIOD-affaire bij Feyenoord is de jarenlang spelende strijd tussen Feyenoord, zijn voorzitter Jorien van den Herik en de FIOD.

## Vooraf

### Transfers
In de zomer van 1995, aan de vooravond van het voetbalseizoen 1995/1996 trok Feyenoord een nieuwe spits aan, de topscorer uit de Belgische eerste klasse, Aurelio Vidmar, die uiteindelijk slechts 15 wedstrijden voor de Rotterdammers zou uitkomen en daarin twee maal zou scoren. In die periode (1996) werden ook de spelers Christian Gyan en Patrick Allotey door de club gecontracteerd, ook zij speelden een rol in deze kwestie.
In de transfersommen van de spelers zou tekengeld verstopt zitten, waarover loonbelasting had moeten worden betaald. Van den Herik zou leiding hebben gegeven aan de strafbare feiten en daartoe opdracht hebben gegeven. Tegen Feyenoord werd een boete van 1,1 miljoen euro en tegen Van den Herik een gevangenisstraf van twaalf maanden geëist.
Het OM en de Fiscale Inlichtingen- en Opsporingsdienst (FIOD) verdachten Feyenoord oorspronkelijk van gesjoemel met de overgang van meer spelers, waaronder Julio Ricardo Cruz, maar daarvoor was onvoldoende bewijs te vinden.

## Inval

### De inval en de visie van het OM
De strafzaak tegen Feyenoord en Van den Herik begon met een inval door politie en justitie in onder andere De Kuip in oktober 1998. Die inval volgde op een boekenonderzoek door de Belastingdienst bij de club een jaar eerder. Op advies van collega's die eerder andere voetbalclubs hadden onderzocht, besloten de belastingambtenaren vooral goed te kijken naar de spelersdossiers. Daarin zou veel meer informatie zijn te vinden dan in de officiële loonadministratie.

### De visie van het OM
Dat laatste bleek ook, volgens het Openbaar Ministerie. In het dossier over Vidmar was van alles te vinden over de betalingen ten tijde van zijn overgang van Standard Luik naar Feyenoord. Bij zijn overgang bedong Vidmar een premie van 1 miljoen dollar netto. Volgens Officier van Justitie Gerard Sta hadden Feyenoord en Van den Herik een constructie verzonnen om aan deze verplichting te voldoen. Door het opstellen van een 'vals contract' werd de transfersom kunstmatig verhoogd van 35 miljoen Belgische franken tot 75 miljoen, zodat Vidmar langs die weg zijn bonus kon incasseren.
Het OM besloot niet alleen tegen Feyenoord een zaak aan te spannen, maar ook tegen Van den Herik persoonlijk. Dit was nieuw in alle FIOD-zaken in het betaald voetbal.

### De visie van Feyenoord en Van den Herik
Volgens Feyenoord was de club destijds op zoek naar een versterking van het team. Daarvoor was maar een beperkt budget beschikbaar. Verder dan 4,5 miljoen gulden konden en wilden ze niet gaan. Via de Belgische spelersmakelaar Louis De Vries werd de voetballer Vidmar aangeboden. Feyenoord had interesse vanwege zijn goede prestaties in het voorbije seizoen en omdat de vraagprijs binnen de 4,5 miljoen gulden bleef (75 miljoen Belgische franken).
De Vries liet weten dat het de bedoeling was dat Vidmar zelf aan de transfer 1 miljoen dollar zou overhouden. Hij vroeg of Feyenoord dat bedrag als apart deel van de transfersom wilde betalen. Feyenoord zocht contact met Janbert Burggraaf die de club vaker adviseerde en hij meldde dat de voorstellen van De Vries fiscaal onhaalbaar waren, waarna Feyenoord de zaak afblies.
Niet veel later werd er een nieuw voorstel gedaan, waarop Burggraaf instemde. Feyenoord kocht de speler Vidmar van Standard Luik voor één transfersom van BEF 75.000.000.
Eventuele aanspraken van Vidmar zou hij met Standard Luik moeten bespreken, Feyenoord bleef daarbuiten. Andere verplichtingen dan het betalen van de factuur zijn volgens Feyenoord rond deze transfer nooit aangegaan. Toen de Belastingdienst (en later de FIOD) de dossiers wilden inzien heeft Feyenoord volgens de club direct volledige opening van zaken gegeven.

## Procedures

### Jarenlange kwestie
De dag na de inval, toen Van den Herik nog niet wist waar het over ging, werd hij voor de eerste keer gehoord door de FIOD. Vele jaren van onderzoek, horingen en verklaringen volgden. Zo verklaarde makelaar De Vries in april 2002 dat Feyenoord en Van den Herik op geen enkele wijze heeft willen meewerken aan het toentertijd gedane voorstel. Toch bleef het Openbaar Ministerie onder leiding van Minister van Justitie Benk Korthals volharden.
In het voorjaar van 2002 had Feyenoord, op zijn verzoek, overleg met het Ministerie van Financiën. Daarbij was ook de plaatsvervangend directeur-generaal en het hoofd bedrijfs- en publieksvoorlichting aanwezig. Het doel van die bespreking was om met de fiscus tot afspraken te komen om problemen in de toekomst te vermijden. Het Ministerie gaf echter geen gehoor en de afvaardiging van Feyenoord werd verteld zelf naar een oplossing uit te kijken en goede adviseurs in te huren. Wanneer zij dit al deden zouden zij een second opinion moeten aanvragen.
De Advocaat Generaal in Australië liet tijdens het verhoor van haar getuige Vidmar een verkeerd en ongetekend contract aan hem zien, terwijl later bleek dat zij wel degelijk het juiste en getekende exemplaar in haar tas had. Voormalig directeur van Feyenoord Nicole Edelenbos verklaarde op haar beurt onder andere dat Van den Herik zich met alles bemoeide, zelfs wanneer hij in het buitenland was voor overige zaken en dat het haar niet zou verbazen dat Van den Hereik moedwillig de zaken manipuleerde. De reactie van Feyenoord daarop was dat de verklaring van Edelenbos na haar ontslag bij Feyenoord op zijn minst "gekleurd" is. Sta liet op zijn beurt gedurende het proces hardop weten dat zijn hart niet bij Feyenoord lag maar elders.

### Vrijspraak
Op 29 november 2002 werden Feyenoord en zijn voorzitter Van den Herik vrijgesproken van belastingfraude en valsheid in geschrifte.
Uitgebreid schetste rechtbankvoorzitter Goossens de brieven en faxen die voorafgegaan waren aan de transfer van Aurelio Vidmar. "Het is verdedigbaar dat Feyenoord ervan uitging dat de fiscale verplichtingen bij Standard Luik lagen", aldus Goossens in de uitspraak. De rechtbank achtte dan ook niet bewezen dat Feyenoord opzettelijk de belastingdienst onjuiste informatie had gegeven. Ook voor wat betreft de twee andere transfers, die van de Ghanezen Christian Gyan en Patrick Allotey, zag de rechter onvoldoende bewijs.
Vier jaar onderzoek door de FIOD naar belastingontduiking bij Feyenoord leidde tot de eerste nederlaag van de fiscale recherche ooit in de voetballerij, die daarvoor bij enkele clubs als AFC Ajax, FC Utrecht, Roda JC, FC Groningen en MVV wel het gelijk aan hun zijde kreeg.

### Reacties uit de voetballerij
Toenmalig PSV-voorzitter Harry van Raaij sprak daags na de vrijspraak de volgende woorden "De voorzitter van Feyenoord is in mijn ogen niet beschadigd. Vrijspraak is eerherstel. Hij is van alle blaam gezuiverd. De vrijspraak is voor Feyenoord, Van den Herik en voor het gehele betaald voetbal een goede zaak. Ik heb vanaf het begin gezegd dat dit geen zaak voor de strafrechter is. Onacceptabel. Er bestaat een interpretatie-verschil, maar dat is geen reden zo op mensen te jagen, als nu is gebeurd met Van den Herik."
"Het openbaar ministerie heeft de plank misgeslagen" zei ook KNVB-directeur Henk Kesler. "Ik hoop dat het nu tot het inzicht komt dat de zaak ook in beroep geen kans van slagen heeft en dat daarvan wordt afgezien."
Arie van Eijden, directeur van Ajax, in een eerdere zaak veroordeeld wegens belastingfraude en nogmaals verwikkeld in een zaak met de FIOD in een zaak rond Sjota Arveladze reageerde voorzichtig. "Dit is een eerste stap in het oppoetsen van het imago van het voetbal en zijn bestuurders. Ik zeg eerste stap, omdat de zaak natuurlijk nog een vervolg kan krijgen."

## Hoger beroep

### Zaak in hoger beroep
Het Openbaar Ministerie in Rotterdam verklaarde een week na de vrijspraak in hoger beroep te gaan en dat ze het niet eens was met het oordeel van de rechtbank dat Feyenoord en Van den Herik geen opzettelijke belastingfraude hebben gepleegd.
Volgens het OM had de rechtbank zich op onjuiste gronden gebaseerd. De door de rechtbank gedane vaststellingen zouden niet in overeenstemming zijn met de stukken en de getuigenverklaringen, zoals die in het strafdossier zitten.
Opnieuw volgde er een slepende kwestie met vele verhoren en onderzoeken die veel impact hadden op vooral Jorien van den Herik, die in een tv-interview van het RTL 5 programma Feyenoord TV verklaarde emotioneel aan de grond te zitten en dat zijn imago en status een behoorlijke schade hadden opgelopen die niet meer te herstellen zouden zijn, wat de uiteindelijke uitspraak ook zou zijn. Vooral het voortdurend bestempelen van het zijn van een verdachte van criminele handelingen deden zijn gemoedstoestand krenken.
In het beroep bij de rechtbank zakte de eis van een jaar gevangenisstraf naar zes maanden voorwaardelijk. De boete voor Feyenoord daalde van 1,1 miljoen naar 1 miljoen euro, waarvan 250.000 euro voorwaardelijk.

### Vrijspraak
Het gerechtshof in Den Haag sprak op dinsdag 8 november 2005 Van den Herik en Feyenoord opnieuw vrij van belastingfraude en valsheid in geschrifte. Volgens het hof zijn de tenlasteleggingen niet wettig bewezen.
De transfer van Aurelio Vidmar van Standard Luik naar Feyenoord had volgens het Hof weliswaar de bedoeling de Australische spits een miljoen dollar netto te bezorgen, maar van boze opzet viel blijkens het vonnis niets in het dossier te vinden. De uitspraak werd Van den Herik door zijn raadsman telefonisch meegedeeld in de Verenigde Staten, waar hij in de staat Arkansas verbleef. Van den Herik vond het niet nodig live bij de zaak aanwezig te zijn aangezien hij twee weken daarvoor al per brief zijn laatste woord had ingediend.

## Cassatie

### De zaak in cassatie
Het Openbaar Ministerie, dat samen met de FIOD een nederlaag leed in deze prestigezaak, temperde kort na het vonnis de vreugde aan Feyenoord-zijde enigszins. Op 22 november 2005 besloot het OM tegen Feyenoord in cassatie te gaan.

### Vrijspraak in cassatie
Volgens het OM oordeelde het gerechtshof dat de constructie van de feiten, zoals het OM die formuleerde in de zaak, niet onwaarschijnlijk was. Er bestond volgens het hof echter onvoldoende zekerheid of er strafbare feiten zijn gepleegd en om die reden kregen Feyenoord en Van den Herik vrijspraak.
Feyenoords advocaat noemde maandag de stap van het OM opmerkelijk omdat de uitspraak van de rechtbank volgens hem duidelijk was en bovendien heeft de rechtbank bevestigd dat alle financiële verplichtingen bij de transfer van Vidmar bij Standard lagen.
Op 19 december 2006 werden Van den Herik en Feyenoord ook door de Hoge Raad vrijgesproken.